# Dimitri Ignatow
Dimitri Ignatow (* 30. November 1998 in Kijewka, Kasachstan) ist ein deutscher Handballspieler.

## Karriere
Ignatow kam mit seiner Familie im Jahr 2005 aus Kasachstan nach Deutschland und wuchs in Fuldabrück auf. Der rechte Außenspieler spielte für die Jugendmannschaften des deutschen Erstligisten MT Melsungen. Um Erfahrungen im Profibereich zu sammeln, wurde in der Saison 2017/18 ein Zweitspielrecht mit dem Zweitligisten Eintracht Hildesheim vereinbart. In der Saison 2018/19 und 2019/20 spielte er dann in der Bundesliga für die MT Melsungen. In der Saison 2018/19 half er für wenige Spiele in seinem Jugendverein GSV Eintracht Baunatal in der dritten Liga aus. In der Saison 2020/21 wurde er zunächst für ein Jahr an den Zweitligisten TUSEM Essen ausgeliehen, was nach einer Saison um ein weiteres Jahr verlängert wurde. Zur Saison 2022/23 kehrte er zur MT Melsungen zurück.
Mit deutschen Jugend- und Juniorennationalmannschaften gewann er die Bronzemedaille bei der U-18-Handball-Europameisterschaft der Männer 2016 und bei der U-20-Handball-Europameisterschaft der Männer 2018. Ignatow stand im Kader für die U21-Weltmeisterschaft 2019. Die Mannschaft schied im Achtelfinale gegen Portugal aus.

## Privates
Parallel zu seiner Handballkarriere absolviert Ignatow eine Ausbildung zum Sport- und Fitnesskaufmann.